# Portrait de Vicenç Nubiola
Le Portrait de Vincent Nubiola est une peinture à l'huile peinte aux débuts de l'artiste catalan Joan Miró. La toile fut réalisée en 1917, alors que Miró avait 24 ans et un an avant sa première exposition. Le portrait est considéré comme l'un des chefs-d'œuvre de ses premières périodes, alors qu'il expérimentait un mélange de cubisme et de fauvisme. Certains  critiques d'art y relèvent également l'influence de  Van Gogh pour qui Miro eut toujours de l'admiration. La toile fut acquise un temps par Picasso et se trouve actuellement dans la collection permanente du Museum Folkwang en Essen (Allemagne).

## Histoire
Miró montra une passion précoce pour l'art, et assista à des cours de dessin à l'école primaire, mais, alors qu'il étudiait le commerce, il eut une dépression nerveuse et décida de se consacrer à la peinture. Alors qu'il était étudiant en art à Barcelone, il rencontra Vincent Nubiola en 1913 au Cercle Artistique de Sant Lluc, une société d'art d'inspiration catholique. Nubiola était un professeur d'agriculture de l'École de la Llotja. Ce cercle permit à Miro de rencontrer également Joan Prats, qui devint l'un de ses amis durant sa vie et qui l'aida à construire la fondation. Miró peint le portrait  Nubiola en 1917. 
Miro peignit le portrait de Vincent Nubiola en 1917 et l'inclut dans l'une de ses premières expositions à la Galerie Dalmau de Barcelone, cat. n. 46,.

## Description
C'est l'un des chefs-d'œuvre de jeunesse de Miró, alors qu'il expérimentait un mélange de cubisme et de fauvisme. À cette époque, il avait peint plusieurs paysages et portraits, tels que le Portrait d'Enric Cristòfol Ricart, en 1917 également exposé aujourd'hui au Metropolitan Museum of Art à New York. Plusieurs critiques d'art notèrent une influence de Van Gogh, pour qui Miró eut toujours de l'admiration. La signature de Miró figure dans la marge inférieure gauche.
La peinture montre Nubiola assis sur une chaise à côté d'une table sur laquelle sont disposés des fruits, une carafe de vin, et un pot de fleur. L'arrière-plan, derrière la figure est décorée avec des triangles et des arcs. La chemise à col ouvert de Nubiola est rouge et signe son radicalisme politique ; le peintre réalisa une suite d’autoportraits où il porte une chemise identique. Cette toile fut acquise par Pablo Picasso avant d'être exposée par le Metropolitan Museum of Art.

## Provenance
Ce portrait fait partie de la collection permanente du Museum Folkwang en Essen, depuis son achat par la Galerie Guillaume Großhennig à Düsseldorf en 1966. Cet achat fut réalisé avec le soutien de l'État de Rhénanie-du-Nord-Westphalie et elle est entrée au musée avec le numéro d'enregistrement Inv. G 351.

## Expositions
- Joan Miró: Schnecke Frau Blume Stern, Museum Kunstpalast, Düsseldorf, 2002 — n°2.
- Miró : La couleur de mes rêves, Grand Palais, Paris, 2018-2019 — n°2.